# Bayerischer Gebirgsschweisshund

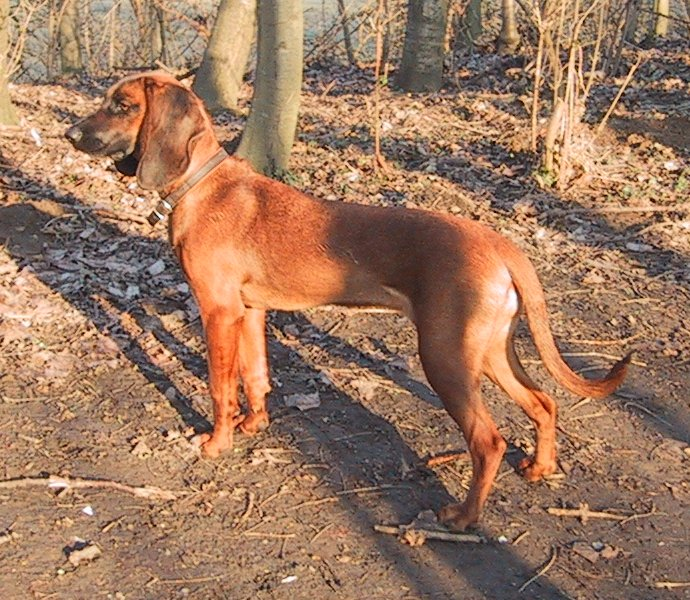
Segugio Bavarese da Montagna

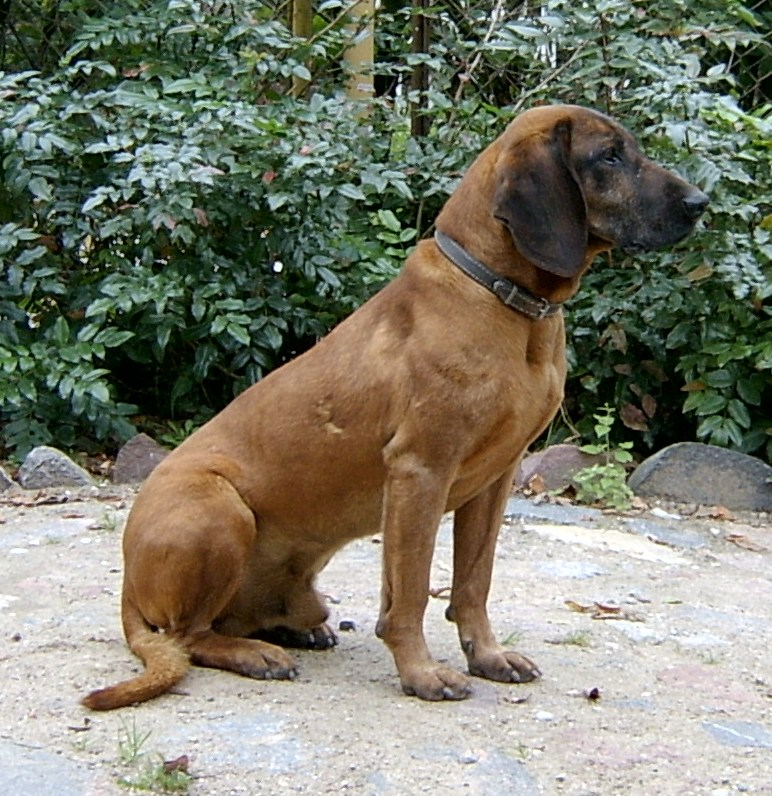
Segugio Bavarese da Montagna

Bayerischer Gebirgsschweisshund (in italiano: segugio bavarese da montagna) è una razza di cani da caccia di taglia media, di origine tedesca, simile all'apparenza al Hannoverscher Schweisshund ma meno massiccio, più agile e con labbra meno pendenti. Sono cani da caccia dotati di eccellente fiuto, utilizzati primariamente come cani da traccia per il recupero di animali feriti o morti (essenzialmente cervidi e camosci). 

## Storia
L'origine del segugio bavarese è da ricercarsi nella bassa Baviera, dove la conformazione del territorio richiedeva un animale meno pesante dell'hannoveriano e più agile. Incrociando la razza di Hannover con il più antico segugio tirolese si ottenne l'attuale razza canina. Il nome deriva dalle parole tedesche Gebirg (catena montuosa) e Schweisshund (letteralmente, "cane da sudore", più in generale cane da traccia).

## Descrizione
Si tratta di un cane primariamente usato per il lavoro, il cui ruolo è riconosciuto mediante speciali abilitazioni al recupero della selvaggina. Forgiandosi del suo sviluppatissimo odorato, il segugio bavarese è in grado di identificare anche le più invisibili tracce di sangue e individuare un animale ferito a chilometri di distanza dal luogo dello sparo. Una volta giunto in loco, il cane chiama il padrone abbaiando e, al contempo, difende la preda da qualunque sconosciuto. Solo il padrone è infatti "autorizzato" dal cane stesso ad avvicinarsi: ogni sconosciuto viene scoraggiato da un atteggiamento estremamente aggressivo che si fa immediatamente docile al primo cenno del padrone.

## Carattere
Nonostante l'attinenza aggressiva nei momenti clou delle operazioni di recupero, il segugio bavarese è un cane docile e attaccatissimo al padrone. Dotato di una grande intelligenza, stringe con il suo padrone e la sua famiglia un legame indissolubile. Si tratta di un cane estremamente paziente, riconosce nei bambini dei cuccioli ed è molto delicato nei loro confronti, inoltre è sempre alla ricerca di coccole e giochi. Può indifferentemente essere tenuto in casa o in giardino: raramente patisce il freddo se non alle lunghe orecchie, le quali rischiano di bagnarsi in ciotole dell'acqua troppo profonde; o alle guance (se riempite di bauscia) che in inverno si possono ghiacciare, per questo è bene tirarle ogni tanto. Qualora il cane venga tenuto in casa, è necessario trovargli un posto tutto suo del quale diventerà protettivo. Ha inoltre la tendenza a difendere le cose del proprio padrone: i cacciatori sfruttano questa peculiarità abituando l'animale a difendere lo zaino e a stargli sempre vicino, in modo tale che il cane possa anche essere lasciato momentaneamente solo nel bosco o nel capanno di caccia senza il rischio che vi si allontani.